# Плажа свиња
Плажа свиња која се налази на Биг Мејџор Кеју (познатом и као Мејџор Кеј) је плажа на ненасељеном острву (или кеју) које се налази у дистрикту Ексума, на Бахамима. Острво је добило незванично име по томе што га насељава колонија подивљалих свиња. У модерно доба постало је туристичка атракција.
Свиње су у популарној култури познате као "пливајуће свиње", иако на Бахамима постоје и друга острва са пливајућим свињама.

## Географија и карактеристике
Ексума је дистрикт Бахама и састоји се од преко 360 острва. У близини Биг Мејџор Кеја налази се Станијел Кеј. На острву постоје три извора слатке воде.

## Историја

### Анегдотска историја
Не постоји јединствен, чињеничан извештај о томе како су свиње доспеле на кеј. Фолклор и различите теорије наводе неколико различитих сценарија, укључујући и пирате.
Неки кажу да су свиње на Биг Мејџор Кеј оставили морнари који су планирали да се врате и испеку их. Морнари се, међутим, никада нису вратили; свиње су преживеле захваљујући вишку хране која је бацана са бродова у пролазу.
Друга легенда каже да су свиње преживеле бродолом и успеле да допливају до обале, док друге тврдње наводе да су свиње побегле са оближњег острвца. Постоје и тврдње да су свиње биле део пословног плана за привлачење туриста на Бахаме, док једна друга тврдња каже да су свиње на острво донели становници оближњег Станијел Кеја 1990-их година како би их узгајали за храну.

### Модерно доба
Свиње сада хране становници са суседних острва и туристи, а острво је незванично познато као Плажа свиња и међу локалним становништвом и туристима.Године 2017. пронађен је одређен број угинулих свиња, што је изазвало спекулације о узроку смрти, укључујући тврдње да су туристи хранили свиње алкохолом или да су свиње гутале песак.

## Демографија и фауна
Биг Мејџор Кеј је острво ненасељено људима. Процењено је да је популација свиња 2019. године бројала између педесет и шездесет јединки. На острву се може наћи и неколико луталица мачака и коза.

## Путовања и туризам
Удаљеност од Насауа до Плаже свиња је 89 миља (143 km) и путовање глисером траје 2 сата. Бројни тур-оператери нуде и приватне и групне излете са острва Грејт Ексума, Станијел Кеј и других оближњих кејова.

## Популарна култура
Плажа свиња је постала популарна тема на друштвеним мрежама као што је Инстаграм и појавила се у телевизијској серији The Bachelor. Неки људи тврде да их је свиња угризла током посете. О њима је писано у књизи и тврди се да су приказани у документарцу.
- Медији везани за чланак Плажа свиња на Викимедијиној остави